# Molophilus (Molophilus) annexus
Molophilus (Molophilus) annexus is een tweevleugelige uit de familie steltmuggen (Limoniidae). De soort komt voor in het Australaziatisch gebied.